# Castelo (Roma Antiga)

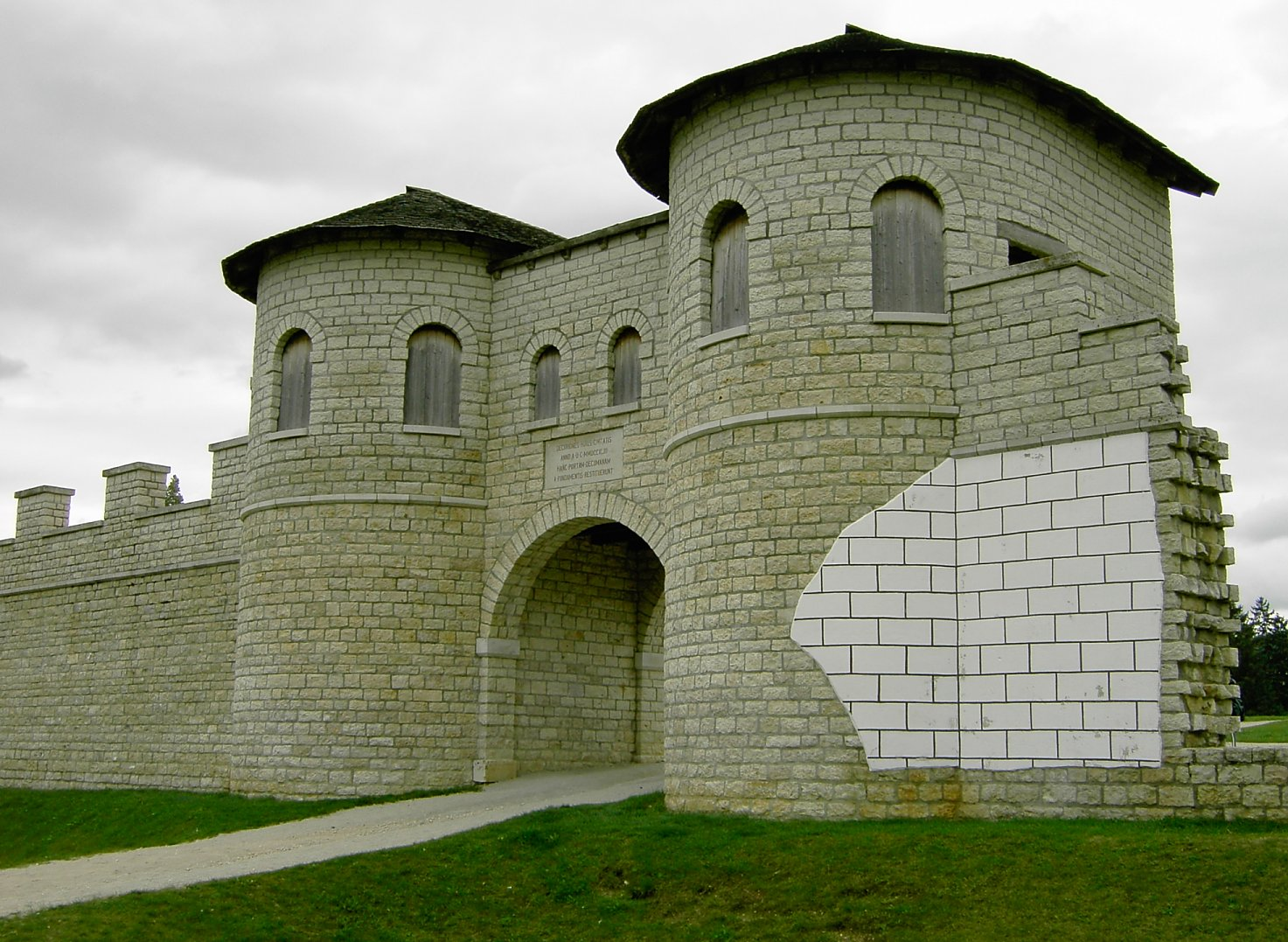
Reconstrução do Castelo de Biriciana (Veissemburgo, Baviera)

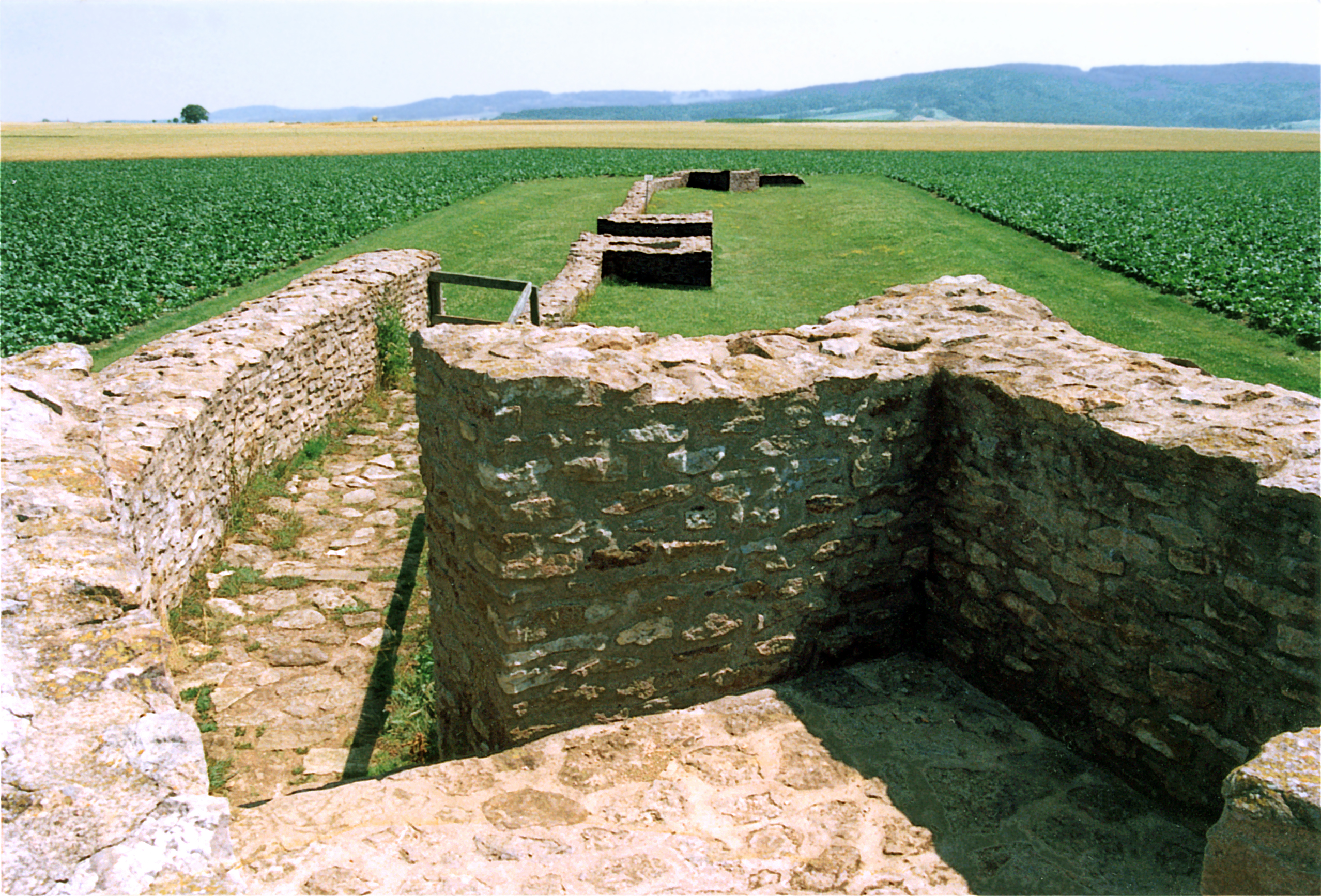
Ruínas do Castelo de Sabloneto (Ellingen, Baviera)

Castelo (em latim: Castellum; diminutivo de castra, o acampamento militar, referido em português como castro), na Roma Antiga, era um pequena fortaleza ou forte usado como torre de guarda ou estação de sinal ou um tanque de armazenamento de água. Diferente dos castros que serviam como base das legiões, os castelos abrigavam as tropas auxiliares, tendo capacidade para 500 até 1 000 soldados; por vezes eram usados por legiões estacionadas em suas imediações. Eles eram retangulares e possuíam muros defensivos com torres. Sua planta era cortada por duas vias, a pretória (praetoria) e a principal (principalis), que interseccionavam no centro; elas formaram os principais eixos do acampamento. No interior do acampamento, rente a muralha, havia outra via chamada intervalo (intervallum) e o complexo era circundado por uma ou mais valas secas em forma de "v". A via principal dividia o castelo em duas partes: a frontal, chamada pretentura (praetentura), e a retaguarda, chamada retentura. A via pretória, por outro lado, dividia a pretentura em duas e emergia de dentro do edifício construído no meio da retentura.
Geralmente possuíam um portão em cada lado, embora isso não fosse regra. A entrada principal, chamada porta pretória (porta praetoria) ligava-se com a via pretória na área frontal, enquanto outro portão, a porta decúmana, conectava-se na retaguarda. Nos demais lados havia as chamadas porta principal esquerda (porta principalis sinistra) e a porta principal direita (porta principalis dextra), ambas conectadas à via principal. O centro do castelo era chamado princípio (principia) e nele havia um fórum com peristilo e um sacelo, onde os estandartes eram guardados. No complexo ainda havia fábricas (fabricula), hórreos (horrea), um valetudinário (valetudinarium), estábulos e complexos para banhos, estes últimos sempre situadas fora da zona murada para evitar incêndios, já que dependiam de fogo.
Os soldados permaneceriam em quartéis divididos em 10 salas duplas com capacidade para uma centúria, uma unidade de 80 soldados. A sala da frente de cada quarto era usado para guardar armas e armaduras, enquanto a sala detrás servia para os soldados dormirem, e nela havia quatro beliches para oito soldados. O comandante da centúria, o centurião, tinha recintos maiores compostos por vários quartos situados na extremidade do complexo, enquanto o comandante do castelo permanecia numa estrutura separada, o pretório.